# Побег Зосимова

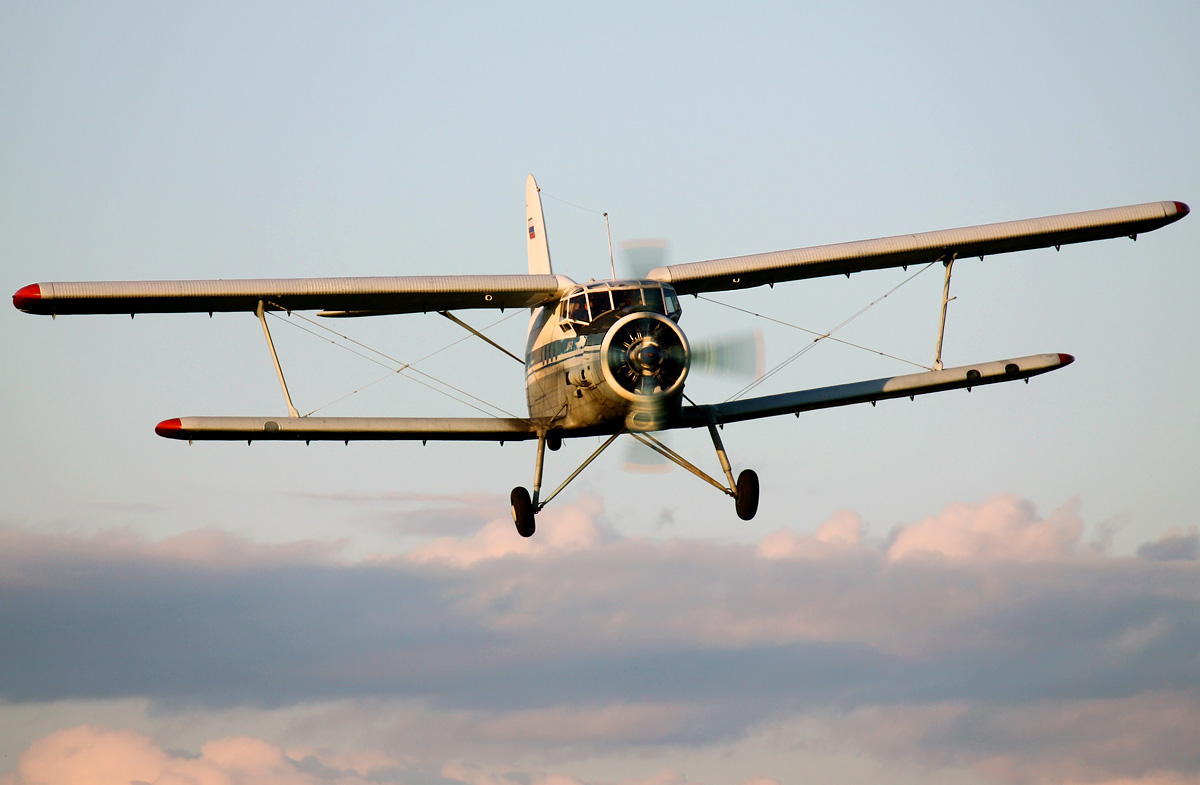
Самолёт Ан-2 в полёте

Побег Зо́симова в Иран 23 сентября 1976 года — международный инцидент периода разрядки международной напряжённости в ходе Холодной войны. Случаи бегства советских лётчиков в Иран имели место и ранее, но перелёт Зосимова и последовавшие вслед за тем события стали важной вехой в истории советско-иранских отношений, поскольку по уровню озвученных угроз от руководства СССР в адрес руководства Ирана они не имели аналогов не только в отношениях между этими двумя странами, но и вообще в мировой дипломатической практике в целом. Для истребования от иранских властей немедленного возвращения лётчика, чтобы внушить другим потенциальным перебежчикам неотвратимость наказания и предотвратить случаи подобного рода, советское руководство придало данному международному инциденту невиданный масштаб, переступив через сложившиеся нормы дипломатического этикета и дойдя до открытых угроз опосредованного военного вмешательства в дела иностранного государства.

## Биографическая справка
Валенти́н Ива́нович Зо́симов (1939—1995) — советский лётчик, на момент побега лейтенант запаса, в возрасте, по разным данным, от 32 до 37 лет, службу окончил в звании старшего лейтенанта (перед увольнением в запас был понижен в звании за не оглашавшийся властями дисциплинарный проступок). До увольнения в запас и перевода в гражданскую авиацию на должность второго пилота Валентин Зосимов служил лётчиком-истребителем. Увольнение из рядов вооружённых сил и перевод в авиапочту Зосимов расценил как унижение своего достоинства. Обстоятельства военной службы Зосимова вообще и последние события, связанные с его увольнением из рядов вооружённых сил, которые, наиболее вероятно, послужили причиной его бегства, не публиковались в советской прессе. О нём самом советская печать сообщала только несколько слов, что он «совершил уголовное преступление — угон самолёта „Аэрофлота“».

## Обстоятельства инцидента
23 сентября 1976 года (в четверг) лётчик Министерства связи СССР лейтенант запаса Валентин Зосимов, выполняя в одиночку внутренний рейс на самолёте Ан-2, принадлежавшем Управлению гражданской авиации Азербайджанской ССР, по маршруту Забрат — Аджикабул — Пушкино — Пришиб — Ленкорань, взлетев с аэродрома в Пушкинском районе без пассажиров на борту, перелетел через советско-иранскую границу в воздушное пространство Ирана и совершил посадку на аэродроме вблизи города Ахара в провинции Восточный Азербайджан. После приземления лётчик попросил предоставить ему политическое убежище.

## Последующие события
25 сентября международное информационное агентство «Ассошиэйтед Пресс» и ведущие новостные издания мира опубликовали информацию о произошедшем побеге (через два дня эту же информацию опубликовало китайское агентство «Синьхуа»).
Первоначально 25 сентября посольство СССР в Иране подтвердило факт побега, но отказалось изложить подробности инцидента. 26 сентября Чрезвычайный и полномочный посол СССР в Иране Владимир Ерофеев заявил официальную ноту протеста иранскому правительству, в которой потребовал возвращения перебежчика как военного дезертира (в пресс-релизе посольства он значился как «лейтенант ВВС СССР», поэтому во всех последующих материалах иностранной прессы он указывался как «лейтенант Зосимов»). Пилоту разъяснили, что официальное предоставление ему политического убежища в Иране может послужить юридическим основанием для СССР для денонсации официальных обязательств перед Ираном, поэтому запрашивать убежища ему следует у США.
Вскоре иранские власти объявили, что пилот запросил политического убежища в США. В отличие от Виктора Беленко, Зосимов не представлял особого интереса для американской стороны, поэтому посол США в Иране Ричард Хелмс снял с себя ответственность за происходящее, поручив пресс-секретарю посольства заявить, что официальных запросов о предоставлении политического убежища на адрес посольства не поступало.
Не исключено, что при других обстоятельствах Зосимову бы удалось получить политическое убежище, а сам инцидент прошёл бы без привлечения к нему столь пристального внимания международной прессы, но перелёт Зосимова состоялся через семнадцать дней после успешного побега старшего лейтенанта Виктора Беленко (6 сентября бежавшего в Японию на МиГ-25 и получившего политическое убежище в США). Советское руководство посчитало, что побег Беленко — опасный прецедент, а побег Зосимова — это инцидент, который, несмотря на меньшую опасность с точки зрения разглашения секретной военной информации (старый почтовый самолёт не представлял такой ценности, как МиГ-25, а секретных военных документов при Зосимове не было) уже начинал укладываться в систему, а потому представлял опасность своими потенциальными последствиями, на основании чего пришло к выводу о необходимости предотвращения повторения такого рода инцидентов самым строжайшим образом. Поскольку протяжённость границ СССР и Ирана превышала 2000 км, и указанное обстоятельство весьма беспокоило иранскую сторону, этот фактор был избран ключевым для оказания давления с советской стороны. Чтобы предотвратить возможную «эпидемию бегства» лётчиков за рубеж, советская сторона организовала беспрецедентный по своему накалу и озвученным угрозам нажим на иранское руководство, который не имел аналогов в истории советско-иранских отношений, открыто угрожая в случае отказа или промедления в выдаче лётчика поддержать деньгами и начать поставки советского вооружения и военной техники азербайджанским и курдским сепаратистам, а также повстанцам из антиправительственной оппозиции. Один из высокопоставленных советских дипломатов в Иране намекнул шаху, что «советско-иранская граница слишком длинная, чтобы предотвратить случаи её перехода в ту или иную сторону местными партизанами». Части и соединения Вооружённых Сил СССР, дислоцированные у советско-иранской границы (около 180 тыс. военнослужащих) были приведены в повышенную боевую готовность.
В случае с Беленко был угнан не почтовый, а боевой самолёт со множеством секретного электронного оборудования на борту, побег совершило не гражданское лицо, а военнослужащий на действительной военной службе, при этом в адрес японской стороны советскими дипломатами были озвучены куда более сдержанные угрозы. Между тем, в «Нью-Йорк Таймс» сентябрь 1976 года был назван «национальным месяцем бегства» из СССР (National Defection Month). По словам одного западного дипломата, который предпочёл не называть своего имени, наблюдения за угрозами из Москвы в адрес Токио, вкупе с беспокойством за безопасность своих приграничных регионов, заставили иранские власти пойти на компромисс.

## Правовые особенности инцидента
В случае с Зосимовым имела место правовая коллизия (столкновение международно-правовых норм общемирового и двустороннего межгосударственного характера). С одной стороны, по нормам советско-иранского договора о борьбе с преступлениями на авиационном транспорте 1973 года иранские власти были обязаны выдать советской стороне Зосимова как угонщика воздушного судна. При этом действия Зосимова не подпадали под определение «захвата воздушного судна», приведённого в Гаагской конвенции о борьбе с незаконным захватом воздушных судов (ратифицированной СССР 16 декабря 1970 года). С другой стороны, по нормам резолюций Организации Объединённых Наций о защите беженцев, в частности, Конвенции о статусе беженцев 1951 года, которые были ратифицированы Ираном, иранские власти обязывались предоставить ему политическое убежище как беженцу. С точки зрения международного права, примат имела конвенция 1951 года, поскольку она имела не двусторонний, а международный характер. В обоих случаях, невыполнение любого из двух указанных соглашений грозило Ирану политико-правовыми последствиями от той или иной стороны (СССР или ООН).

## Политические события
Между тем за Зосимова заступились несколько международных правозащитных организаций, а Верховный комиссар ООН по делам беженцев принц Садруддин Ага-хан лично призвал предоставить Зосимову политическое убежище и не выдавать СССР. Открытое письмо шаху с призывом не допустить возврата лётчика в СССР написала дочь Сталина Светлана Аллилуева.

Я, дочь Сталина, спасшаяся от советско-сталинской тирании и обретшая свободу в Соединённых Штатах, взываю к вашему величеству с просьбой спасти жизнь Валентина Зосимова, русского лётчика, который сбежал в Иран на старом почтовом самолёте в поисках убежища в свободном мире, и, вместо того, чтобы возвращать его брежневским палачам, позвольте ему выехать в свободную страну.
Оригинальный текст (англ.)I, Stalin’s daughter, who escaped from the Soviet‐Stalinist tyranny to find freedom in the United States, appeal to your majesty to save the life of Valentin I. Zasimov, the Russian flier who fled to Iran in an old mail plane in search of asylum in the free world, and, instead of returning him to Brezhnev's executioners, allow him to proceed to a free country.

В телефонном интервью из Карлсбада вечером 24 октября она заявила корреспонденту «Нью-Йорк Таймс», что «обычно не вмешивается в политику, но когда речь заходит о вопросах личного характера, вроде этого, когда жизнь человека под угрозой, кто-то должен что-то сделать, чтобы спасти эту жизнь» (по её словам, она опасалась, что Зосимова приговорят к высшей мере наказания). Письмо было доставлено в Вашингтон послу Ирана в США Ардаширу Захеди профессором Юрием Ольховским, деканом факультета славянских языков и литературы Университета Джорджа Вашингтона. Процитированное прошение вместе с фрагментами её интервью было опубликовано на первой странице «Нью-Йорк Таймс» в выпуске от 25 октября.
27 октября глава Комитета прав человека в СССР Андрей Сахаров вместе с четырьмя членами Хельсинкской группы Еленой Боннэр, Петром Григоренко, Николаем Руденко, Юрием Орловым подписали прошение к шаху, чтобы тот не допустил выдачи лётчика советским властям, так как:

Старший лейтенант Зосимов воспользовался для преодоления границы бипланом устаревшей конструкции. Он не совершил насилия, не рисковал ничьей жизнью, кроме своей, и поэтому его действия не могут быть квалифицированы как воздушное пиратство. Он не разбил самолёт, который может быть возвращён законному владельцу.

С аналогичной просьбой оказать содействие в деле защиты Зосимова от возможной выдачи его советской стороне Сахаров обратился к Генеральному секретарю ООН Курту Вальдхайму.
Договор между СССР и Ираном назывался «О борьбе с воздушным пиратством», по условиям договора Зосимова могли выдать как «воздушного пирата» (советские власти требовали от иранского руководства воздержаться от предоставления лётчику убежища и настаивали на возвращении его в СССР на основании п.п. 2 и 4 ст. 7 указанного документа).

## Экстрадиция
Шах Ирана Мохаммед Реза Пехлеви, рассмотрев возможные последствия, принял решение уступить советским требованиям во благо государственных интересов ради сохранения status quo в советско-иранских отношениях и выдать Зосимова советской стороне во избежание ухудшения межгосударственных отношений, несмотря на протесты международных организаций. 23 октября иранское правительство официально объявило, что «после тщательного изучения обстоятельств дела совместно с органами юстиции» и с привлечением крупнейших иранских учёных-правоведов оно пришло к заключению, что удовлетворение просьбы о политическом убежище будет противоречить положениям советско-иранского соглашения от 7 августа 1973 года о сотрудничестве в предотвращении угона гражданских воздушных судов, и приняло решение об отказе в предоставлении лётчику политического убежища и передаче его советским представителям, о чём Министерство иностранных дел Ирана уведомило советское посольство. В тот же день эта информация была опубликована информационным агентством «Ассошиэйтед Пресс» и крупнейшими международными газетами. 25 октября Зосимов был доставлен в СССР. 28 октября об этом официально сообщило ТАСС и Московское радио. Тогда же иранские власти проинформировали советскую сторону о том, что самолёт также будет возвращён в скором времени.
Как отмечал в воспоминаниях Б. Палант[кто?], для той части советской молодёжи, которая «держала кулаки» за Зосимова, это было большим огорчением, а в последующих событиях Иранской революции, приведших к свержению и изгнанию шаха за рубеж, он усмотрел проявление «высшей справедливости» за то, что тот когда-то выдал беглеца СССР.

## Влияние на советско-иранские отношения
Помимо обстоятельств внутриполитического характера и соображений внутренней стабильности вкупе с сохранением добрососедских отношений с северным соседом, к возвращению Зосимова шаха подтолкнули внешнеэкономические факторы — оно было призвано спасти крупный советско-иранский договор о торговле, заключение которого оказалось под угрозой срыва в связи с позицией, занятой советской стороной. Вскоре после выдачи Зосимова иранскими властями, ещё до официального заявления ТАСС, советская правительственная газета «Известия» сообщила, что Иран и Советский Союз заключили четырёхгодичное торговое соглашение на общую сумму около 3 млрд долларов США, по которому Ирану будет поставляться промышленное оборудование, буровые установки, автотранспортные средства, металлопрокат, лесоматериалы, газетная бумага и удобрения, а СССР будет закупать природный газ, свинец, цинк, хлопковое волокно, кожу и сухофрукты. 1 декабря 1976 года в Тегеране было подписано советско-иранское соглашение о сотрудничестве в сфере металлургии, транзитных грузоперевозок, развития иранской газотранспортной системы, электрификации иранской железнодорожной инфраструктуры и строительства теплоэлектростанций, а также программа долгосрочного технического и экономического сотрудничества и торговли.
Другим ощутимым последствием выдачи Зосимова стала активизация военно-технического сотрудничества между двумя странами. В ходе официального визита заместителя министра обороны Ирана генерала Хасана Туфаниана в Москву в октябре 1976 года стороны достигли важных договорённостей и заключили договор о военно-техническом сотрудничестве, по которому СССР обязался поставить Ирану лёгкую бронетехнику, танковые тягачи и переносные зенитно-ракетные комплексы «Стрела-2» на сумму 550 млн долларов США (бартерная сделка в обмен на природный газ из иранских месторождений с условием предоставления советского оборудования, строительства и обслуживания всей добывающей и транзитной инфраструктуры советской стороной). Помимо сухопутных вооружений, обсуждались перспективы поставок советских военно-транспортных самолётов и продления срока эксплуатации имеющегося авиапарка ВВС Ирана. СССР брал на себя также обязательства по подготовке специалистов по эксплуатации и боевому применению указанных единиц ВВТ из числа иранских военнослужащих офицерского состава в советских военных учебных заведениях, а также направления советских техников и инструкторов по боевой и технической подготовке (вместе с военными переводчиками) для обслуживания ВВТ в Иране и подготовки местных военнослужащих рядовых и сержантских специальностей работе с советской техникой. Кроме того, в негласном порядке предприятиями советской военной промышленности Ирану была предоставлена техническая документация по технологиям разработки и изготовления собственного ракетного оружия.
Кроме того, в рамках осуществлявшегося с послевоенного времени и в течение Холодной войны курса на поддержку Советским Союзом различных оппозиционных движений в Иране, с начала 1970-х годов в СССР и социалистических странах осуществлялась военная подготовка иранских боевиков из числа антиправительственной оппозиции, для нужд которой функционировали учебные центры, готовившие их к боевым действиям в условиях города. На территории НРБ и ряда других соцстран располагались финансируемые Советским Союзом радиостанции, где работали иранские эмигранты, которые регулярно выпускали в эфир радиопередачи антиправительственного содержания. Вскоре после возвращения Зосимова к началу 1977 года вещание антиправительственных радиостанций за рубежом прекратилось. Поскольку указанная договорённость не могла быть официальной (официально СССР не поддерживал никаких антиправительственных радиостанций), прекращение их многолетнего вещания связывают с негласной частью договорённости о возврате Зосимова, достигнутой в кулуарах. Прекратилась ли подготовка боевых кадров, неизвестно, поскольку, в отличие от радиостанций, они не выходили в эфир с пропагандистскими воззваниями и их существование не проявлялось столь явно, но, по всей вероятности, стороны оговорили и этот вопрос.
Хотя возвращение лётчика советским властям отрицательно воспринималось иранским населением и сулило репутационные издержки для международного престижа страны, шах пошёл на уступки, поскольку в противном случае советская пропаганда против иранского правящего режима лишь усилилась бы. Хотя сам факт прекращения вещания антиправительственной и антимонархической пропаганды из-за рубежа был безусловно важной победой против внутренней оппозиции, но, как показало дальнейшее развитие событий, весьма кратковременной.

## Международная реакция
1 ноября Организация Объединённых Наций осудила действия иранского правительства. Тогда же главе иранской дипломатической миссии при ООН в Женеве была вручена нота протеста Управления Верховного комиссара по делам беженцев, в которой Верховный комиссар заявил, что он глубоко сожалеет, что иранское правительство не выполнило требований Конвенции о статусе беженцев.

## Судебный процесс
По прибытии Зосимов был взят под стражу органами госбезопасности. После того как он прибыл в СССР, Андрей Сахаров и Елена Боннэр обратились к шаху с письмом, в котором просили его ходатайствовать перед советским правительством о снисхождении к Зосимову, о неприменении к нему смертной казни, что возымело результат — им удалось встретиться и обсудить этот вопрос с консулом Ирана в СССР, который заверил их, что их прошение будет передано шаху и рассмотрено. По итогам следствия Зосимов был осуждён судом на закрытом заседании по ст. 64 Уголовного кодекса РСФСР («Измена родине») к 12 годам лишения свободы с отбыванием наказания в исправительно-трудовой колонии строгого режима. Исходя из официальных требований советской стороны, заявленных в требовании об экстрадиции, он должен был быть судим по ст. 213-2 УК РСФСР («Угон воздушного судна»), но по ст. 64 ему грозил более длительный срок заключения, поэтому стороной обвинения была избрана именно она, а уголовное дело было переквалифицировано с преступления на воздушном транспорте на преступление против основ государственного строя. Во время следственных мероприятий содержался в Чистопольском следственном изоляторе (СИЗО) № 5 (город Чистополь Татарской АССР). Срок заключения отбывал в пермской исправительно-трудовой колонии (ИТК) № 36. Солагерниками Зосимова в указанных пенитенциарных учреждениях были Генрих Алтунян и Виктор Некипелов, которые позже отразили обстоятельства их заключения в своих воспоминаниях.
В период его пребывания в местах лишения свободы его жена Татьяна Зосимова и двое детей проживали в Баку.

## Дальнейшая судьба лётчика
Сообщение ТАСС от 28 октября 1976 года было последним заявлением в советской прессе по делу Зосимова. Через полтора года, в июне 1978 года, журналисты «Нью-Йорк Таймс» во главе с Ричардом Хэйчем обратились через Министерство иностранных дел СССР к Министерству гражданской авиации и Министерству обороны с официальным запросом о дальнейшей судьбе Зосимова (поскольку в официальном пресс-релизе советского посольства в Иране после побега он был заявлен как «лейтенант ВВС СССР»). В официальном ответе Министерства гражданской авиации говорилось, что в министерстве ничего не могут добавить к информации, опубликованной в официальных печатных изданиях. Министерство обороны в ответ кратко сообщало, что не располагает информацией такого рода. В дневнике Некипелова, который он вёл в заключении, имеется запись, что Зосимов участвовал в массовой голодовке и забастовке политзаключённых 27—29 сентября 1982 года, объявленной в поддержку Некипелова, которому было отказано в оказании медицинской помощи после обострения хронической болезни. По состоянию на 30 октября 1985 года Зосимов всё ещё находился в Пермской ИТК № 36 (то есть вопрос о его условно-досрочном освобождении не поднимался, поскольку статья закона, по которой он был осуждён, не предусматривала такой возможности), срок заключения истекал 26 октября 1988 года.
Умер в Москве в 1995 году.

## Комментарии
1. ↑  В большинстве русскоязычных источников указывается как Валентин Иванович Зосимов[2][3][4]. В некоторых русскоязычных источниках фигурирует под именем Валентин Петрович Засимов[5][6]. В большинстве англоязычных источников указывается как «лейтенант Засимов» (Lieutenant Zasimov).
2. ↑  По разным данным, либо на Ан-2М сельскохозяйственной авиации, переделанном под почтовый самолёт[8], либо на пассажирском Ан-2[9][10], либо на грузовом Ан-2Т или тренировочной модификации[11]. В работах Сергея Чертопруда о Юрии Андропове и деятельности Комитета государственной безопасности СССР можно встретить не соответствующую действительности информацию о том, что имел место угон Ан-24[12][13]. В работах Михаила Болтунова об антитеррористическом подразделении «Альфа» указывается, что «Засимов захватил в 1986 году Ан-2 и принудил командира самолёта совершить посадку в Иране»[14][15], что также не соответствует действительности.
3. ↑  17 мотострелковых и танковых дивизий сухопутных войск и две воздушно-десантные дивизии, 4500 танков, 500 истребителей, 150 стратегических бомбардировщиков. Обычно, в повышенной боевой готовности находилось не более трёх дивизий сухопутных войск[21].
4. ↑  Ныне музей «Пермь-36».
5. ↑  Ныне улица носит название Теймура Алиева. Данные о семье по информации, предоставленной информационной службой «Вести из СССР»[6] и редакцией «Хроники защиты прав в СССР».[4]
6. ↑  Американские журналисты не догадались обратиться к Министерству внутренних дел СССР, в ведении которого находился аппарат управления исправительно-трудовыми учреждениями, поскольку, во-первых, подчинённость и подведомственность советских пенитенциарных учреждений нигде в официальных публикациях не афишировались, во-вторых, в США Министерство внутренних дел занимается вопросами коренных народов страны (индейцев) и землепользования.
7. ↑  В соответствии со ст. 5 Указа Президиума Верховного Совета СССР от 5 мая 1961 г. «Об усилении борьбы с особо опасными преступлениями», лицам, осуждённым по указанной категории преступлений («Измена родине»), после отбытия ими срока наказания в местах лишения свободы, могла быть дополнительно назначена ссылка на срок от двух до пяти лет.